# Ружанський плацдарм
Ружанський плацдарм — один із кількох радянських плацдармів на правому березі річки Нарва поблизу містечка Ружан, що за 80 кілометрів на північний захід від Варшави, котрий був зайнятий у вересні 1944 року підрозділами 1-го Білоруського фронту (керував маршал СРСР Костянтин Рокоссовський); у воєнній літературі часто об'єднується із Сероцьким в один під назвою Наревський.

## Перебіг боїв
3 вересня передові загони 48-ї армії (командував генерал Прокофій Романенко) проривають німецький проміжний оборонний рубіж, що знаходився на 15-20 кілометрів східніше річки Нарви, на світанку 4 вересня з ходу форсують річку біля населеного пункту Шарлата (Szarłata) — близько 10 км на південний схід від Ружан, та захоплюють на правому березі Нарви невеликий плацдарм.
До кінця дня 5 вересня в ході боїв на плацдарм переправляються головні сили 29-го та 42-го стрілецьких корпусів і розширюють контрольовану площу до 8 кілометрів по фронту й 4,5 км вглиб — наступ вівся, зокрема 283-тя стрілецька дивізія — біля села Кам'янка ґміни Жекунь Остроленцького повіту.
Після того нацистські війська здіснюють ряд контратак із застосуванням піхотних сил та до 150 танків й штурмових гармат, котрі продовжувалися до 12 вересня. Радянські частини на плацдармі контратаки відбивають, після того самі йдуть в наступ, розширивши величину контрольованої території до 11 кілометрів по фронту та 5-8 км вглиб.
До кінця вересня на Ружанському плацдармі облаштовуються дві оборонні смуги; на початку жовтня туди переправляються головні сили 3-ї та 48-ї армій — остання з 21 вересня перебувала в складі Другого Білоруського фронту.
10 жовтня починається черговий радянський наступ, в ході якого до 4 листопада величина плацдарму була збільшена до 43 кілометрів по фронту і 20 км вглиб. 283-тя стрілецька дивізія долає німецьку оборону та веде бої на території Маковського повіту. 860-й стрілецький полк цієї дивізії 13 жовтня вів бої біля лісової осади Залузе (Załuzie), 14-го — біля сіл Адамово, Гути Дуже та Гути Мале ґміни Червонка. Під час бою біля села Гути Дуже старший сержант Абрамов Віктор Федорович своїм відділом організував відбиття німецької контратаки, в ході цього було вбито до 50 німецьких військових, загинув під час атаки 15 жовтня, посмертно нагороджений орденом Вітчизняної війни 1 ступеня.
В часі проведення Млавсько-Ельбінзької операції 1945 року з плацдарму війська Другого Білоруського фронту роблять головний удар по нацистських силах.
14 січня 1945 року 283-тя стрілецька дивізія долає нацистську оборону біля сіл Гути Мале та Гути Дуже й веде наступальні бої на теренах Маковського та Щиценського повітів. 15 січня мотодивізія «Велика Німеччина» за підтримки 30 танків намагається прорвати радянську оборону біля села Ґансево Подуховне ґміни Сипнево, частини 41-го стрілецького корпусу змушено відходять, з напряму Воля Пеницка ґміни Красносельц було відбито 3 німецькі контратаки, знищено 15 німецьких танків та САУ. 16 січня наступ 860-го полку 283-ї дивізії вівся біля села Завади Дворске, 17 січня було зайнято населений пункт Красносельц Лесни та полк продовжує наступ в ґміні Єднорожець. 18 січня частини дивізії по льоду форсують річку Ожиц, пісдязайняття плацдарму на її березі було відбито кіль ка німецьких контратак, 19 січня радянські сили займають ґміновий центр Єднорожець.
20 січня дивізія у часі Східно-Прусської операції увійшла на території Східної Пруссії — в сучасності входять до складу Вармінсько-Мазурського воєводства.

## Післямова
В Пултуську, Макуві-Мазовецькому, Клешевому, Гжанці існують братські могили радянських бійців, загинулих в боях за плацдарм. 1946 року проводилася ексгумація польових поховань радянських бійців, котрі загинули у боях з вересня 1944 по січень 1945 в Маковському, Пшасниському та Островському повітах, було зареєстровано 15549 загинулих. Рештки червоноармійців в 1948 році були перепоховані — 614 братських солдатських могил та 50 братських офіцерських захоронень. Було встановлено приналежність бійців до 2-ї ударної армії, 3-ї армії та 48-ї армії Другого Білоруського фронту. Згодом на кладовищі в Макуві-Мазовецькому були перезахоронені останки із одиночних та братських могил із сусідніх населених пунктів, кількість встановлених загиблих зросла до 17500.